# リカルド・アロス
リカルド・アロス・バイラチ（Ricardo Alós Bailach、1931年10月11日 - 2024年1月14日）は、スペイン・バレンシア州モンカーダ出身の元サッカー選手。ポジションはフォワード。
1957-58シーズン、ラ・リーガで19ゴールを挙げてアルフレッド・ディ・ステファノとマヌエル・バデネスとともにピチーチ賞を受賞した。